# És País Valencià
L'Associació Cultural És País Valencià (o simplement És País Valencià) és una organització cultural, fundada el 2021 amb l'objectiu d'influir en la política i la societat del País Valencià per a promoure i enfortir els principis de l'esquerra política i social, oposant-se al capitalisme i als valors de la dreta. La seua activitat se centra en la defensa de la igualtat, la llibertat i la fraternitat, i es defineixen com a feministes, antifeixistes, anticapitalistes i valencianistes.
Proporcionen formació i activitats culturals per a fomentar una consciència col·lectiva progressista, d'esquerres i valencianista, sense un enfocament partidista i amb una perspectiva oberta per a proposar projectes i construir una majoria cultural en la societat basada en els valors de progrés, esquerra i treball.
L'associació vol potenciar una ciutadania crítica, activa i d'esquerres per influir en l'agenda social del País Valencià, a través de l'educació popular, espais associatius i de debat en col·laboració amb la ciutadania i les entitats socials.